# Apsley-ház
Az Apsley-ház Londonban a Piccadilly, a Park Lane és a Kings Bridge utcák kereszteződésénél található, a Hyde Park délkeleti sarkán. A 18. század végén épült ház több mint 200 éven keresztül viselte a „No. 1. London” házszámot, mivel annak idején ez volt a legelső ház nyugati irányból közelítve a vámsorompó után. 1778-ban Apsley báró részére építették a kúriát, amely 1807-ben került a Wellesley családhoz. Az épületet 1820-ban a kormány Wellington hercegének ajándékozta érdemeiért, miután Arthur Wellesley, Wellington első hercege 1815-ben Waterloonál győzelmet aratott Napóleon felett. Ez időben a herceg kibővítette és átépíttette a házat, hogy társadalmi és politikai rangját hangsúlyozza. Az épület ekkor nyerte el mai képét a korinthoszi oszlopsorral, az ekkortájt divatos bath-i terméskőhomlokzatával és a műkincsgyűjteménynek helyt adó, ekkor megépült, 30 méter hosszú Waterloo-galériával.
Az épületet jelenleg az angol örökségvédelem múzeumként üzemelteti. A spanyol király rengeteg kincset ajándékozott Wellington hercegének a waterlooi győzelem miatt, köztük Goya, Rubens és Van Dyck festményeit, ám a legnagyobb ajándéka a portugál díszasztal volt: egy ezüstből készült, több méter hosszú asztal, amelyen gyertyák álltak. Gerald Wellesley, Wellington 7. hercege 1947-ben a nemzetnek adományozta a házat és a káprázatos gyűjteményt, ami azóta megtekinthető, de a herceg leszármazottai ma is a házban kialakított privát lakrészben élnek.

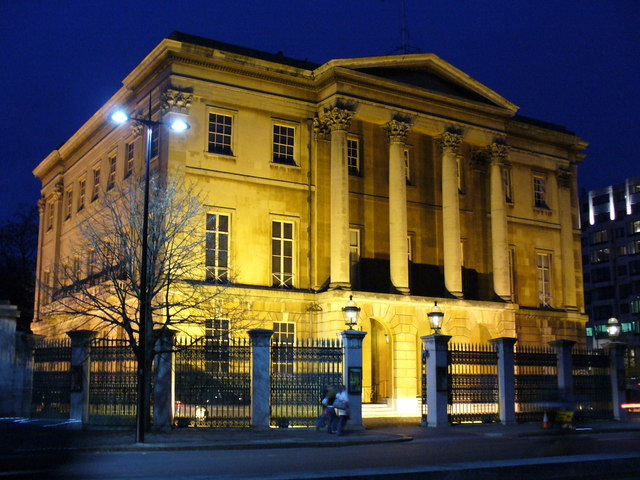
Az Apsley-ház (2006)
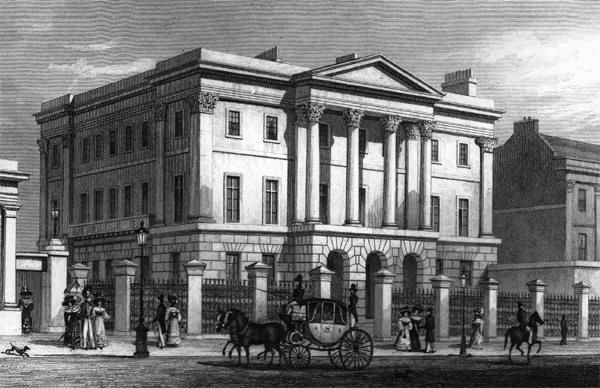
Az Apsley-ház (1829)

## Fordítás
- Ez a szócikk részben vagy egészben  az   Apsley House című angol Wikipédia-szócikk fordításán alapul.  Az eredeti cikk szerkesztőit annak laptörténete sorolja fel. Ez a jelzés csupán a megfogalmazás eredetét és a szerzői jogokat jelzi, nem szolgál a cikkben szereplő információk forrásmegjelöléseként.